# Yakmilch

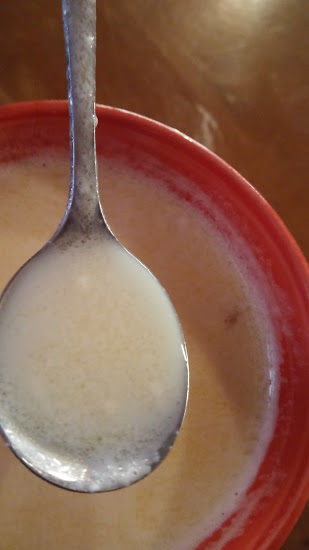
Yakmilch mit Honig

Als Yakmilch bezeichnet man die Milch von Yaks. Der mittlere Fettgehalt der Yakmilch beträgt über 6 Prozent und schwankt im Verlauf der Laktationsperiode zwischen fünf und 8,6 %. Pro Kilogramm hat Yakmilch einen Energiegehalt von durchschnittlich 3640 kJ (871 kcal), während Kuhmilch durchschnittlich 2680 kJ (640 kcal) aufweist. Yakmilch ist auf den zentralasiatischen Hochplateaus, die für eine Haltung von Milchkühen nicht geeignet sind, eine wesentliche Nährstoff- und Energiequelle.

## Milchgewinnung

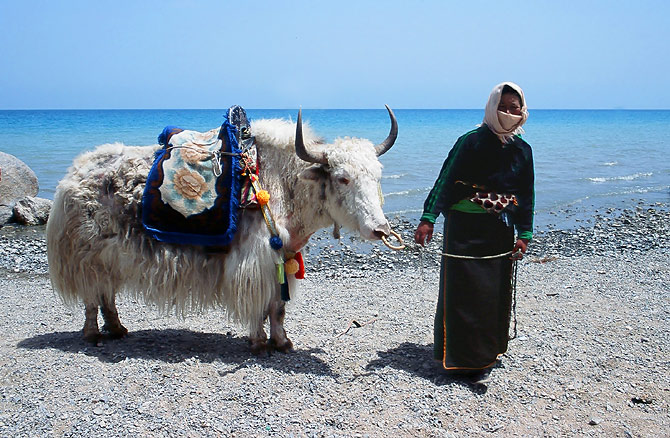
Frau mit Hausyak am Qinghai

Yaks sind eine Art der Eigentlichen Rinder. Eine gezielte Züchtung von Yaks, die von meist in Subsistenzwirtschaft lebenden Bergnomaden gehalten wurden und werden, unterblieb überwiegend. Aus diesem Grund gibt es verglichen mit dem Hausrind auch sehr wenige Yakrassen. Diese sind überwiegend durch eine geographische Trennung entstanden und sind nicht gezielt gezüchtet worden. Eine gezielte Züchtung auf Milchleistung ist unterblieben. Yaks geben verhältnismäßig wenig Milch, und aufgrund der extremen klimatischen Bedingungen und der damit verbunden geringen Nahrungsgrundlage ist die Laktationsdauer verglichen mit dem Rind kurz. Yaks geben im Schnitt über fünf Monate Milch, während moderne Milchkühe eine Laktationsperiode von über 300 Tagen haben.
In der Regel muss die Kuh durch ein Kalb angerüstet werden. Meist sind zwei Personen zum Melken notwendig. In den meisten Haltungsgebieten werden Yaks nur einmal am Tag gemolken. Durch ein zweimaliges Melken kann zwar der Milchertrag gesteigert werden, der zusätzliche Arbeitsaufwand steht jedoch in keinem Verhältnis zur zusätzlich gewonnenen Milch.

## Typische Produkte aus Yakmilch
Zu den typischen Produkten aus Yakmilch zählt neben Yakbutter Öröm, ein dicker Rahm ähnlich Clotted Cream sowie Sar Tos, die sogenannte Gelbbutter, deren Ausgangsprodukt Öröm ist. Yakbutter wird unter anderem im gesalzenen Buttertee getrunken. Biaslag ist ein Käse, der aus einem dickmilchähnlichen Vorprodukt gewonnen wird. Choormog ist ein leicht alkoholisches Getränk, das aus einem joghurtähnlichen Produkt durch Zugabe von Hefe gewonnen wird. Archi ist stärker alkoholhaltig und wird durch Destillation gewonnen.

## Belege
1. ↑  Lensch et al., S. 179